# Nicolas Garcin
Pour les articles homonymes, voir Garcin.
Marie Nicolas Edmond Garcin, né le 31 juillet 1834 à Rouceux (Vosges), où il est mort le 28 novembre 1915, est un militaire français, général de division.

## Biographie
Diplômé de Saint-Cyr le 10 novembre 1851, Garcin est sous-lieutenant au 38e régiment d’infanterie de ligne, le 1er octobre 1853. Entré à l’École d'état-major, le 1er janvier 1856, il en sort lieutenant d’état-major, le 13 janvier 1858 et fait son stage au 1er régiment de chasseurs à cheval. Passé capitaine d’état-major, le 12 août 1861, il est employé aux travaux de la carte de France.
En 1859, il a fait partie de l’expédition du Maroc, puis a pris part à l’expédition du Mexique, où il a été blessé, le 18 mai 1863, cité à l’ordre et décoré de la chevalier de la Légion d’honneur à la bataille de Puebla. À son retour en France, il a été affecté à l’état-major général du 3e corps d’armée à Nancy, puis au dépôt de la guerre.
En 1870, il a pris part aux opérations de l’armée de Metz, à l’état-major du général de Cissey, ce qui lui vaut d’être fait prisonnier, le 29 octobre 1870 avec l’ensemble de l’armée du Rhin de Bazaine. Libéré le 27 mars 1871, il rejoint l’état-major du 2e corps d’armée à Versailles, le 6 avril 1871.

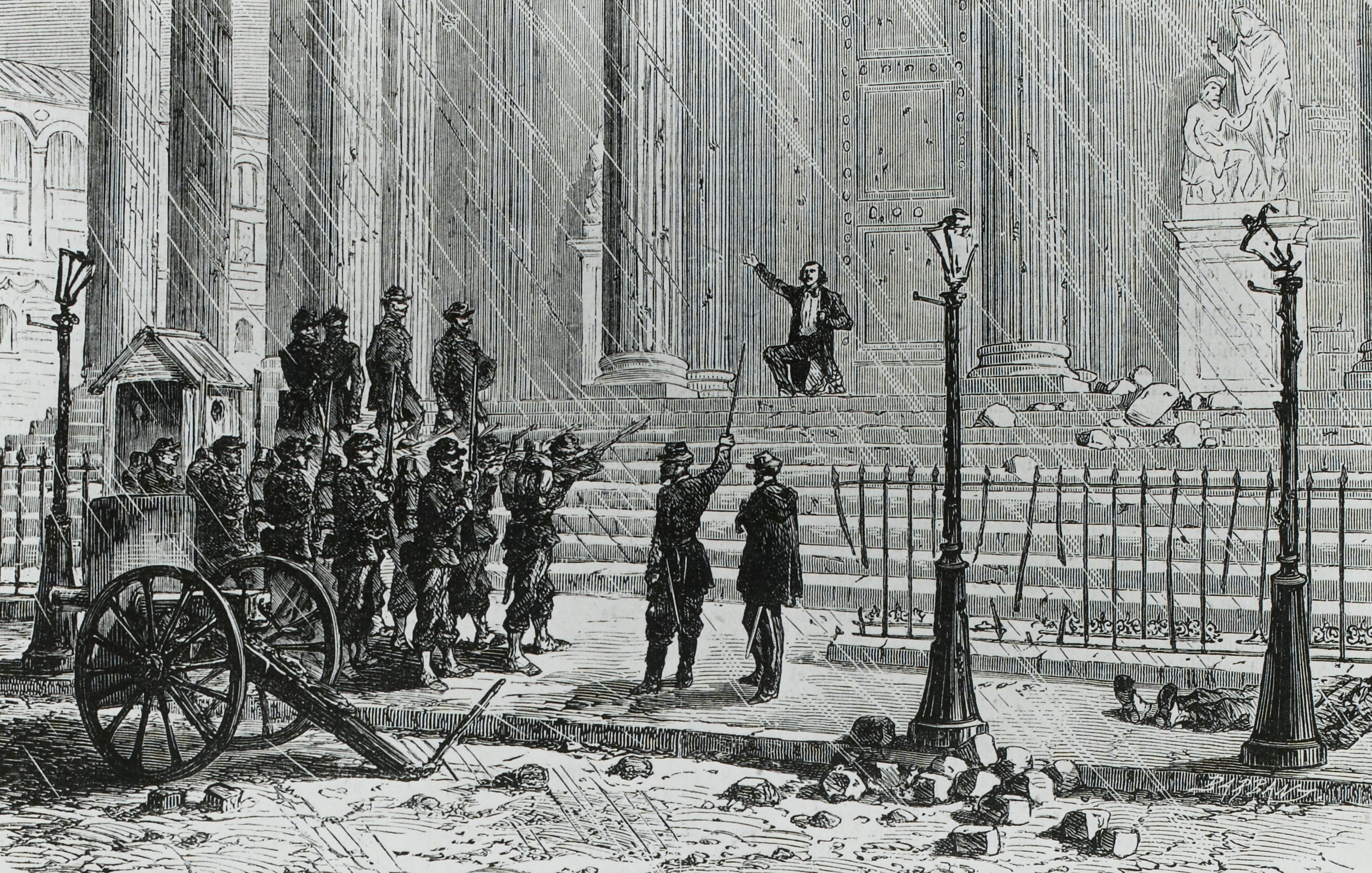
L’exécution de Millière au Panthéon.

Pendant la Commune, il a été l’aide de camp du général de Cissey et, au cours de la Semaine sanglante, a fusillé sans jugement, sur ordre de ce dernier, le député Millière dans des conditions proches de l’assassinat, exécution sommaire illégitime en raison de l’immunité de parlementaire de celui-ci.

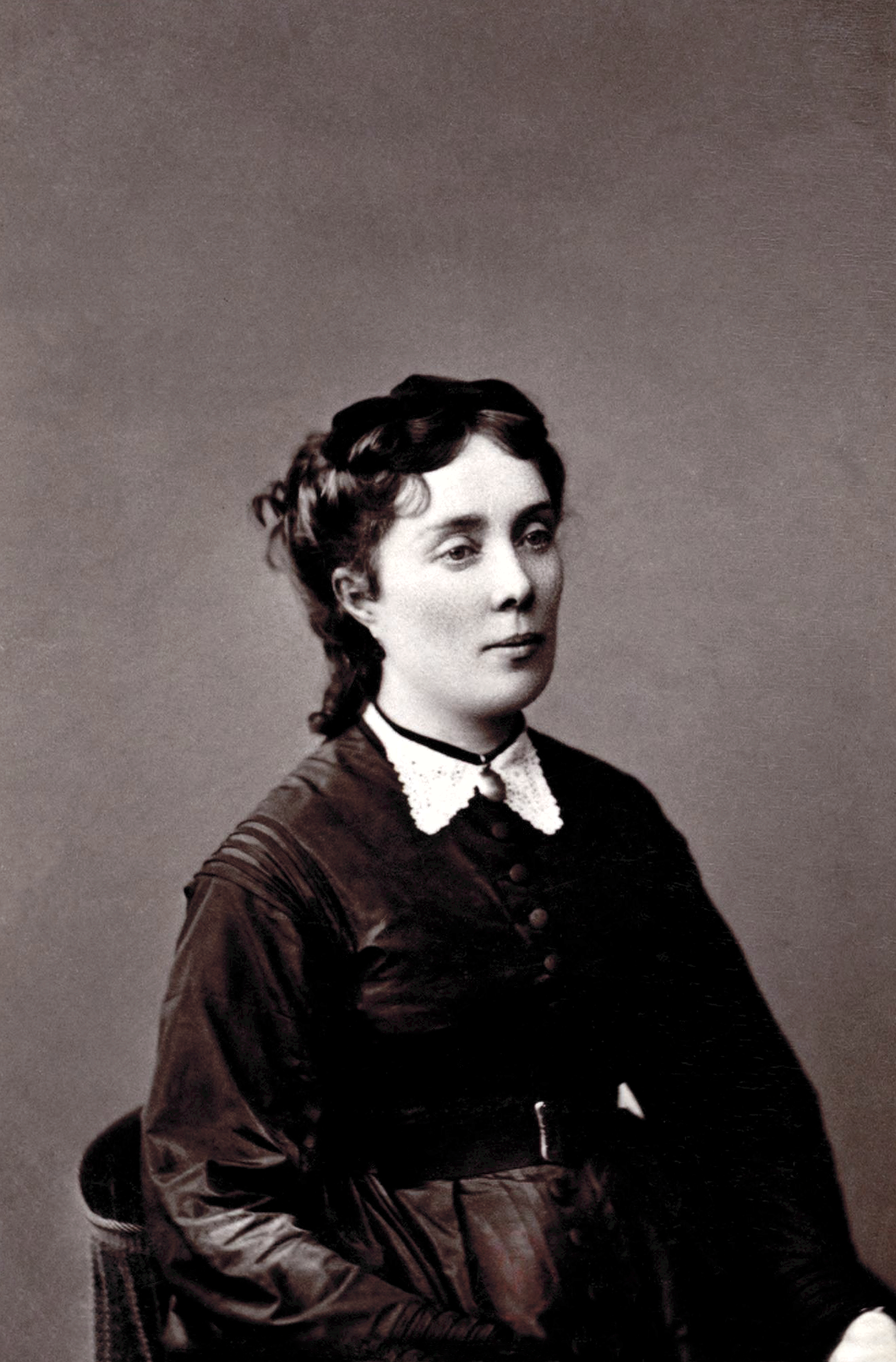
La veuve de Millière, Joséphine-Louise Fourès.

Le Figaro ayant révélé, le 13 aout 1871, qu’il avait fait fusiller la mauvaise personne (Millière avait été fusillé comme colonel de la garde nationale alors qu’il n’avait pas plus été colonel que dans la garde nationale lors de la Commune - il avait été confondu avec un obscur homonyme galonné), la veuve de Millière, Joséphine-Louise Fourès, intenta un procès à Garcin en 1873, lui réclamant 150 000 francs de dommages et intérêts. Il ne prit pas la peine de constituer avoué, car il fut couvert par un mémoire du préfet de Seine-et-Oise et par une note du Ministère de la Guerre émanant de Cissey lui-même, alors ministre.
La fusillade inopinée de Millière ne semble nullement avoir affecté la carrière de Garcin, couvert par le général de Cissey, dont il est devenu le chef de cabinet, lorsqu’il a pris le portefeuille de la Guerre. Pendant que les officiers qui s’étaient distingués par des actions d’éclat dans la guerre prussienne, étaient mis en disgrâce ou privés des grades gagnés devant l’ennemi, pendant que Denfert-Rochereau restait colonel, et que toutes les propositions d’avancement faites par le défenseur de Belfort en faveur des officiers qui avaient combattu sous ses ordres étaient systématiquement repoussées, il obtenait un avancement dont on a remarqué la rapidité inusitée. Nommé chef d’escadron le 16 février 1873, il sert comme aide de camp et chef de cabinet du général de Cissey, ministre de la Guerre de 1871 à 1876, et président du Conseil du 22 mai 1874 à mars 1875.
Aide de camp du général Lebrun, commandant le 3e corps d’armée à Rouen, il est passé lieutenant colonel en 1879, colonel en 1884 et a commandé le 39e régiment d’infanterie basé en Algérie puis sous-chef d’état-major du 19e corps d’armée à Alger. Nommé général de brigade le 6 mai 1889, puis général de division, le 26 décembre 1893 et commandant de la subdivision de Langres, Besançon et Lons-le-Saulnier, le 26 octobre 1893. Après avoir commandé, en dernier lieu, la 13e division d’infanterie, à Chaumont, il a pris sa retraite le 31 juillet 1899 sans avoir jamais été inquiété pour son rôle durant la Semaine sanglante. Il a même été élevé à la dignité de Grand officier de la Légion d’honneur en décembre 1899.
Il compte huit campagnes, une blessure et deux citations. Il avait épousé en 1864 au Mexique, Mlle de Montholon-Sémonvile, fille de l’ambassadeur de France et petite-fille du général de Montholon, compagnon de l’Empereur à Sainte-Hélène. De ce mariage est né un fils, mobilisé lors de la Première Guerre mondiale.
Écrivain militaire, il a collaboré notamment à la Revue des Deux Mondes. Il était sociétaire de la Ligue française pour la défense des intérêts vitaux de la France et de ses colonies, créée en mars 1914.

## Publications
- « La Guerre de 1870 - À l’armée de Metz », Revue des Deux Mondes, 1912.